# Каменица (Лепоглава)
Каменица је насељено место у граду Лепоглава, Вараждинска жупанија, Хрватска.

## Историја
До територијалне реорганизације у Хрватској била је у саставу старе општине Иванец.

## Становништво
У попису становништва из 2011. године, Каменица је имала 141 становника.
| Број становника према пописима | Број становника према пописима | Број становника према пописима | Број становника према пописима | Број становника према пописима | Број становника према пописима | Број становника према пописима | Број становника према пописима | Број становника према пописима | Број становника према пописима | Број становника према пописима | Број становника према пописима | Број становника према пописима | Број становника према пописима | Број становника према пописима | Број становника према пописима |
| ------------------------------ | ------------------------------ | ------------------------------ | ------------------------------ | ------------------------------ | ------------------------------ | ------------------------------ | ------------------------------ | ------------------------------ | ------------------------------ | ------------------------------ | ------------------------------ | ------------------------------ | ------------------------------ | ------------------------------ | ------------------------------ |
| 1857                           | 1869                           | 1880                           | 1890                           | 1900                           | 1910                           | 1921                           | 1931                           | 1948                           | 1953                           | 1961                           | 1971                           | 1981                           | 1991                           | 2001                           | 2011                           |
| 127                            | 166                            | 174                            | 227                            | 212                            | 228                            | 242                            | 220                            | 421                            | 265                            | 240                            | 227                            | 193                            | 196                            | 161                            | 141                            |

Напомена: До 1900. и од 1981. надаље исказивано под именом Каменица, а од 1910. до 1971. Каменица Иванечка.